# Serafín Marín
Serafín Marín, né le 5 mai 1983 à Montcada i Reixac (Espagne, province de Barcelone), est un matador espagnol.

## Présentation
Serafín Marín est un matador catalan. Il est surtout apprécié par les aficionados pour sa vaillance et sa grande quiétude devant les taureaux, mais a quelques difficultés à se démarquer des matadors andalous ou castillans. En 2004, dans les arènes de Barcelone, il a fait le paseo la tête couverte, non de l’habituelle montera, mais d’une barretina, bonnet faisant partie du costume traditionnel de la Catalogne, afin de protester contre les menées anti-taurines de certains politiciens catalans.
Il est candidat sur la liste du parti Vox (extrême droite) aux élections législatives de 2019 mais échoue à se faire élire.

### Carrière
- Débuts en novillada avec picadors : Recas (Espagne, province de Tolède) le 10 février 2001, aux côtés de José Manuel Piña et « Jarocho ». Novillos de la ganadería de Víctor y Marín.
- Présentation à Madrid : 30 septembre 2001 aux côtés de Carlos Gallego et Martín Quintana. Novillos de la ganadería de El Trincherazo.
- Alternative : Barcelone le 4 août 2002. Parrain « El Califa » ; témoin, Alfonso Romero. Taureaux de la ganadería de Villamarta.
- Confirmation d’alternative à Madrid : 9 mars 2003. Parrain, Curro Vivas ; témoin, Iván Vicente. Taureaux de la ganadería de Martín Lorca.